# 임양군
임양군 이환(臨陽君 李桓, 1656년 3월 3일 ~ 1715년 4월 5일)은 조선의 왕족 종실이다. 본래는 선조의 서9남 경평군 주의 증손자였으나, 인조의 서차남 낙선군 숙의 양자가 되었다. 서원군(西原君)에 봉해졌다가 낙선군의 양자가 되면서 임양군으로 개봉되었다.

## 생애
선조의 서9남 경평군 주의 손자 청평군 이전(淸平君 李洤)의 슬하 3남 1녀 중 차남(次男)으로 출생한 그는 7세 때였던 1662년 인조의 서자(庶子)인 낙선군 이숙(樂善君 李潚)에게 양자(養子)로 출계되었다.
그는 어려서부터 총명하고 워낙 성리학 학구를 좋아하여 유교 성리학자로서의 그릇이 매우 넓었으며 1666년 서원수(西原守)에 봉해지고 후에 서원군(西原君)으로 진봉되었다가 낙천군의 양자가 되면서 임양군(臨陽君)에 개봉되었다. 흥록대부에 이르렀다.
특히 그는 숙종 때 도총관, 사옹원, 종부시 제조 등을 역임하였다. 묘는 경기도 양주군 청송면(현, 경기도 연천군 청산면) 유좌(酉坐)에 매장되었다. 이후 인근지역인 양주 청송 건좌에는 아들 해풍군, 손자 여천군의 묘가 조성되었다.
사후 영조 때 손자 여선군 이학(驪善君 李壆)의 일에 연좌되어 파양, 본종인 경평군파로 보내졌다가 고종 때 신원되어 다시 낙선군의 양자로 복적되었다. 1867년 복관되었다. 또한 고종의 명으로 인흥군의 후손 정언 증 영의정 상원의 아들 소구를 여천군 증의 양자로 하여 가계를 잇게 했다.

## 가족 관계
- 조부 : 창원군(昌原君) 이준(李儁, 1614 ~ 1639)
- 조모 : 현감(縣監) 한사덕(韓師德)의 딸 군부인 청주 한씨
  - 부친 : 청평군(淸平君) 이천(李洤, 1633 ~ ?)
- 외조부 : 현감(縣監) 한무(韓楙)
- 외조모 : 이수록(李綏祿)의 딸 전주 이씨(1603 ~ ?)
  - 모친 : 군부인 청주 한씨
    - 형 : 서천군(西川君) 이황(李榥, 1651 ~ ?)
    - 여동생 : 이효애(李孝愛, 1662 ~ ?)
    - 정부인 : 군수(郡守) 정재후(鄭載厚)의 딸 군부인 동래 정씨
      - 장녀 : 이연애(李蓮愛, 1673 ~ ?)
      - 장녀 사위 : 구 안동 김씨 김성갑(金聖甲, 1672 ~ ?)

    - 계부인 : 정랑(正郞) 유삼(兪槮)의 딸 군부인 기계 유씨
      - 차녀 : 이두애(李斗愛, 1677 ~ ?)
      - 차녀 사위 : 안동 권씨 권도형(權道衡, 1679 ~ ?)

    - 2계부인 : 정상(鄭相)의 딸 군부인 해주 정씨
      - 3녀 : 전주 이씨
      - 3녀 사위 : 기계 유씨 유언탁(兪彦鐸)
      - 적장남 : 해풍군(海豐君) 이수(李燧, 1696년 2월 2일 ~ ?년 10월 20일)
      - 며느리 : 민계기(閔季基)의 딸 군부인 여흥 민씨(1696년 1월 10일 ~ ?)
        - 손자 : 여천군(驪川君) 이증(李增, ? ~ 1748)
        - 손자 : 여선군(驪善君) 이학(李壆, ? ~ ?년 5월 2일)
        - 손녀 : 남양 홍씨 홍계우(洪啓祜)의 처

    - 측실 : 미상
      - 서장남 : 해릉군(海陵君) 이관(李爟)
      - 며느리 : 우시진(禹時晉)의 딸 군부인 단양 우씨
        - 손자 : 여춘군(驪春君) 이강(李堈)

      - 서차남 : 해은군(海恩君) 이당(李爣, ? ~ 1755)
      - 며느리 : 김상하(金尚夏)의 딸 군부인 김씨
      - 며느리 : 홍중집(洪重集)의 딸 군부인 홍씨